# Baie des Saintes
La Baie des Saintes es una bahía en la costa noroeste de la isla de Terre-de-Haut, en el archipiélago de Les Saintes, una dependencia de Guadalupe un territorio de Francia en el Caribe. Es parte del llamado "club de las bahías más bellas del mundo".
Con una superficie de 5,2 kilómetros cuadraods, la bahía de Los Santos es limitada al norte y al este por la punta Gallo y el suroeste, por el Pain de Sucre. Está protegida por el islote Cabrit al noroeste. Se compone de varias calas : Anse Devant, Anse Galet, Anse du Fond Curé, Petite Anse, Anse du Bourg, Anse Mire. El puerto de Terre-de-Haut se estableció al final de la bahía.
Tres fortalezas fueron construidas en el borde de la Bahía de Les Saintes: El fuerte Josephine en el islote de Cabrit, El Fuerte de Napoleón encima del cabo Coquelet y la batería la Tête-Rouge entre la cala de Galet y la de Fond Curé. La bahía ha sido de hecho el escenario de muchas batallas entre los franceses y los ingleses entre los siglos XVII y XIX. También sirvió como lugar de amarre para piratas y bucaneros.